# 推理作家一覧
推理作家一覧（すいりさっかいちらん）は、日本及び世界各国で活躍する、名を残す推理作家の地域別五十音順一覧である。ウィキペディア内に記事が存在する人物を中心とする。

## 日本

### あ行
- 阿井渉介
- 愛川晶
- 相沢沙呼
- 蒼井上鷹
- 蒼井雄
- 青崎有吾
- 青柳碧人
- 赤江瀑
- 赤川次郎
- 阿川大樹
- 秋尾秋（あきおあき）
- 秋月達郎
- 秋月涼介
- 阿久悠
- 明野照葉
- 浅倉卓弥
- 浅暮三文
- 朝比奈颯季
- 麻見和史
- 朝山蜻一
- 芦原すなお
- 芦辺拓
- 飛鳥高
- 飛鳥部勝則
- 梓林太郎
- 東直己
- 阿刀田高
- 姉小路祐
- 阿部智
- 我孫子武丸
- 阿部智里
- 阿部陽一
- 天樹征丸
- 天城一
- 天祢涼
- 綾崎隼
- 綾辻行人
- 綾見洋介
- 鮎川哲也
- 新井政彦
- 荒巻義雄
- 荒松雄（新谷 識）
- 有栖川有栖
- 有馬頼義
- 泡坂妻夫
- 飯田譲治
- 五十嵐貴久
- 生馬直樹
- 生島治郎
- 幾瀬勝彬
- 池井戸潤
- 生垣真太郎
- 伊坂幸太郎
- 井沢元彦
- 石川真介
- 石崎幸二
- 石沢英太郎
- 石田衣良
- 石原慎太郎
- 石持浅海
- 市井豊
- 市川哲也
- 市川憂人
- 一條次郎
- 稲見一良
- 乾くるみ
- 乾緑郎
- 井上淳
- 伊野上裕伸
- 井上ほのか
- 井上真偽
- 井上夢人
- 伊吹亜門
- 今井泉
- 今邑彩
- 岩木章太郎
- 潮寒二
- 歌野晶午
- 打海文三
- 内田幹樹
- 内田康夫
- 内山純
- 海月ルイ
- 浦賀和宏
- 海野十三
- 江戸川乱歩
- 遠藤武文
- 大石英司
- 逢坂剛
- 大岡昇平
- 大神晃
- 大倉崇裕
- 大倉燁子
- 大阪圭吉
- 大崎梢
- 大沢在昌
- 大下宇陀児
- 大島清昭
- 太田忠司
- 太田蘭三
- 大谷羊太郎
- 大坪砂男
- 大藪春彦
- 大村友貴美
- 大山誠一郎
- 小笠原慧
- 岡嶋二人
- 岡田鯱彦
- 岡本綺堂
- 岡本真
- 荻堂顕
- 荻原浩
- 奥泉光
- 奥田哲也
- 奥田英朗
- 小栗虫太郎
- 乙一
- 小野不由美
- 折原一
- 恩田陸

### か行
- 海渡英祐
- 海堂尊
- 海庭良和
- 加賀美雅之
- 垣根涼介
- 笠井潔
- 笠原卓
- 風見潤
- 梶山季之
- 梶龍雄
- 霞流一
- 加田伶太郎
- 上遠野浩平
- 加納一朗
- 加納朋子
- 香納諒一
- 鴨崎暖炉（かもさきだんろ）
- 神山裕右
- 神永学
- 香山滋
- 烏丸尚奇（からすまなおき）
- 河合莞爾
- 川田弥一郎
- 木々高太郎
- 菊村到
- 貴志祐介
- 紀田順一郎
- 喜多喜久
- 北方謙三
- 北川歩実
- 北國浩二
- 北村薫
- 北森鴻
- 北山猛邦
- 貴戸奏太
- 木元哉多
- 京極夏彦
- 京橋史織
- 霧舎巧
- 桐野夏生
- 日下圭介
- 鯨統一郎
- 楠田匡介
- 久住四季
- 葛山二郎
- 九頭竜正志
- 国枝史郎
- 邦光史郎
- 久保田滋
- 倉阪鬼一郎
- 倉知淳
- 栗本薫
- 胡桃沢耕史
- 黒岩重吾
- 黒岩涙香
- 黒川博行
- 黒崎緑
- 黒崎視音
- 黒田研二
- 黒沼健
- 小池真理子
- 古泉迦十
- 小泉喜美子
- 甲賀三郎
- 小酒井不木
- 小島正樹
- 五條瑛
- 五条紀夫
- 小杉健治
- 小鷹信光
- 木谷恭介
- 谺健二
- 古処誠二
- 小林久三
- 小松左京
- 小林泰三
- 小峰元
- 小森健太朗
- 近藤史恵
- 今野敏
- 金春智子

### さ行
- 彩胡ジュン
- 斎藤栄
- 斎藤純
- 斎藤肇
- 西東登
- 斎藤澪
- 坂木司
- 佐賀潜
- 坂口安吾
- 嵯峨島昭
- 桜庭一樹
- 佐々木俊介
- 佐々木譲
- 笹倉明
- 笹沢左保
- 笹本稜平
- 佐藤青南
- 佐藤友哉
- 佐野洋
- 佐飛通俊
- 沢木冬吾
- 沢村浩輔
- 沢村鐵
- 式貴士
- 式田ティエン
- 梓崎優
- 雫井脩介
- 篠田節子
- 篠田真由美
- 柴田哲孝
- 柴田よしき
- 柴田錬三郎
- 島久平
- 島田一男
- 島田荘司
- 地味井平造
- 清水一行
- 志水辰夫
- 清水義範
- 志茂田景樹
- 下村敦史
- 周木律
- 首藤瓜於
- 殊能将之
- 上甲宣之
- 城昌幸
- 白井智之
- 白川道
- 城平京
- 白峰良介
- 新宮正春
- 新章文子
- 新堂冬樹
- 新野剛志
- 新保博久
- 真保裕一
- 菅浩江
- 鈴木輝一郎
- 清涼院流水
- 瀬尾こると
- 関田涙
- 妹尾韶夫
- 草野唯雄
- 蘇部健一

### た行
- 高木彬光
- 高里椎奈
- 高嶋哲夫
- 高田崇史
- 高橋克彦
- 鷹見緋沙子
- 高村薫
- 多岐川恭
- 竹本健治
- 多島斗志之
- 橘外男
- 種村直樹
- 陳舜臣
- 司凍季
- 柄刀一
- 辻真先
- 辻堂ゆめ
- 土屋隆夫
- 都筑道夫
- 筒井康隆
- 角田喜久雄
- 津原泰水
- 積木鏡介
- 津村巧
- 津村秀介
- 寺嶌曜
- 天童荒太
- 天藤真
- 戸板康二
- 戸川昌子
- 鳥羽亮
- 友井羊
- 朝永理人（ともながりと）
- 伴野朗
- 豊田巧
- 鳥飼否宇

### な行
- 中井英夫
- 長坂秀佳
- 長沢樹
- 中島望
- 中嶋博行
- 中薗英助
- 中津文彦
- 中西智明
- 中野順一
- 中町信
- 中山七里
- 夏樹静子
- 七河迦南
- 鳴海章
- 鳴神響一
- 新津きよみ
- 二階堂黎人
- 仁木悦子
- 西尾維新
- 西澤保彦
- 西村寿行
- 西村京太郎
- 似鳥鶏
- 貫井徳郎
- 野崎六助
- 野沢尚
- 野村胡堂
- 野里征彦
- 法月綸太郎

### は行
- 蓮見恭子
- 馳星周
- ハセベバクシンオー
- 秦建日子
- 初野晴
- 服部まゆみ
- 花村萬月
- 帚木蓬生
- 浜尾四郎
- 早坂吝
- 林泰広
- 早瀬乱
- はやみねかおる
- 原尞
- 柊悠羅
- 日影丈吉
- 東川篤哉
- 東野圭吾
- 東山彰良
- 氷川透
- 氷川瓏
- 樋口有介
- 久生十蘭
- 日野瑛太郎
- 日向章一郎
- 平石貴樹
- 平林初之輔
- 平山夢明
- 深草蛍五
- 深谷忠記
- 深町秋生
- 深水黎一郎
- 福井晴敏
- 藤岡真
- 藤田宜永
- 藤村正太
- 藤本泉
- 藤原伊織
- 船戸与一
- 古川日出男
- 降田天
- 古野まほろ
- 方丈貴恵
- 星新一
- 本多孝好
- 本間田麻誉

### ま行
- 舞城王太郎
- 牧逸馬
- 牧村一人
- 増田俊也
- 松岡圭祐
- 松本恵子（中野圭介）
- 松本清張
- 松本泰
- 円居挽
- 麻耶雄嵩
- 真梨幸子
- 汀こるもの
- 水生大海
- 水谷準
- 水田美意子
- 水原秀策
- 水上勉
- 道尾秀介
- 三津田信三
- 光原百合
- 皆川博子
- 峰隆一郎
- 雅孝司
- 宮部みゆき
- 三好徹
- 美輪和音
- 村木美涼
- 本岡類
- 森詠
- 森純
- 森博嗣
- 森下雨村
- 森村誠一
- 森雅裕
- 門前典之

### や行
- 矢口敦子
- 薬丸岳
- 矢島誠
- 柳原慧
- 山浦弘靖
- 山口雅也
- 山崎洋子
- 山沢晴雄
- 山田彩人
- 山田真哉
- 山田風太郎
- 山田正紀
- 柳広司
- 山村正夫
- 山村美紗
- 結城昌治
- 結城真一郎
- 柚月裕子
- 夢野久作
- 由良三郎
- 横溝正史
- 横山秀夫
- 吉川英梨
- 吉村達也
- 米澤穂信
- 詠坂雄二
- 依井貴裕

### ら行
- 蘭郁二郎
- 連城三紀彦

### わ行
- 若竹七海
- 和久峻三
- 鷲尾三郎
- 渡辺温
- 渡辺啓助
- 和田はつ子
- 輪渡颯介

## アジア
日本を除くアジアの推理作家

### イスラエル
- バチヤ・グール（ヘブライ語版）（ヘブライ語で執筆）
- ジョシュア・ソボル（ヘブライ語版）（ヘブライ語で執筆）
- マイケル・バー＝ゾウハー
- シュラミット・ラピッド（ヘブライ語で執筆）

### インド
- カルパナ・スワミナタン（英語で執筆）
- ヴィカース・スワループ（英語で執筆）
- ラジョルシ・チャクラボルティ（英語版）（英語で執筆）
- デイヴェン・ナイア（日本語で執筆 Daven Nair）
- アショーク・バーンカル（英語で執筆）
- サタジット・レイ（ベンガル語で執筆）

### インドネシア
- アニ・アスマラ（ジャワ語版）（ジャワ語で執筆）
- S・マラ・Gd（エス・マラ・ゲーデー）（インドネシア語で執筆）
- スパルト・ブロト（インドネシア語版）（ジャワ語で執筆）
- ドゥドゥ・ドゥラフマン (Duduh Durahman) （スンダ語で執筆）

### 韓国
- イ・ウン（李垠）
- イ・スグァン（李秀光）
- キム・サンホン
- キム・ソンジョン（金聖鍾）
- キム・ネソン（金来成）
- 金英夏（キム・ヨンハ）
- ハン・ドンジン
- ファン・セヨン（黄世鳶）

### タイ
- タンワー・ウォンウボン （ ธันวา วงษ์อุบล ）
- ソーラチャック （ th:สรจักร ศิริบริรักษ์ ）
- チャッタワーラック
- ドゥシター （ ดุสิตา ）
- プラーチャヤー・パーラミー （ ปราชญา ปารมี ）
- クラークシット・パラマート （ เกริกศิษฎ์ พละมาตร์ ）
- プリッサナー・プラッサニー （ ปริศนา ปรัศนี ）
- ウィン・リョウワーリン（タイ語版）

### 台湾
- 既晴（き せい）
- 陳嘉振（ちん かしん）
- 哲儀（てつ ぎ）
- 寵物先生（ミスターペッツ）
- 余心楽（よ しんらく）
- 藍霄（ランシャウ）
- 李柏（り はく）
- 林斯諺（りん しげん）
- 林仏児（りん ふつじ）（中国語版）
- 凌徹（リンチェウ）
- 冷言（れい げん）
- 提子墨（てぃー ずー もー）

### 中国
- 王朔（おう さく、Wang Shuo）（中国語版）
- 何家弘（か かこう）He Jiahong
- 水天一色（すいてんいっしき、シュイティエンイースー）
- 杜撰（ずさん）
- 孫了紅（そん りょうこう、Sun Liaohong）
- 程小青（てい しょうせい、Cheng Xiaoqing）（zh:程小青）
- 麦家（ばく か、Mai Jia）
- 馮華（ふう か、Feng Hua）
- 御手洗熊猫（ユーショウシー ションマオ）
- 藍瑪（らん ば、Lan Ma）
- ジョー・シャーロン （中国出身、アメリカで創作活動、英語で執筆）
- ダイアン・ウェイ・リャン （中国出身、イギリスで創作活動、英語で執筆）

### トルコ
- ジェリル・オケル（トルコ語版）
- メフメット・ムラート・ソマー（英語版）
- アキフ・ピリンチ（トルコ出身、ドイツで創作活動、ドイツ語で執筆）
- アフメト・ユミット（英語版）

### ベトナム
- トラン・ニュット姉妹（タン・ヴァン・トラン・ニュットとキム・トラン・ニュット）（ベトナム出身、フランスで創作活動、フランス語で執筆）

### レバノン
- エドワード・アタイヤ（英語版）

## 欧米・オセアニア
ヨーロッパおよび北アメリカ、オセアニアの推理作家

### 英語圏
＝アメリカ合衆国、＝カナダ、＝イギリス、＝アイルランド、＝オーストラリア、＝ニュージーランド
それ以外の国については適宜注記する。なお、「英語で執筆する推理作家」については「#インド」、「#アフリカ」も参照のこと。
（英語版WikipediaのCategory:アメリカの推理作家、Category:カナダの推理作家、Category:イギリスの推理作家、Category:アイルランドの推理作家、Category:オーストラリアの推理作家、Category:ニュージーランドの推理作家も参照）

#### ア行
- ウィリアム・アイリッシュ
- バンティ・アヴィーソン（英語版）
- ナンシー・アサートン
- アイザック・アシモフ
- マージェリー・アリンガム
- ピーター・アントニイ（ピーター・シェーファー、アンソニー・シェーファー）
- ドナ・アンドリューズ
- エリック・アンブラー
- ハモンド・イネス（英語版）
- マイケル・イネス
- S・S・ヴァン・ダイン
- ヤンウィレム・ヴァン・デ・ウェテリンク （オランダ）（オランダ語、英語で執筆）
- ドン・ウィンズロウ
- ヘンリー・ウェイド (Sir Henry Lancelot)
- コーネル・ウールリッチ
- ドナルド・E・ウェストレイク
- メアリー・W・ウォーカー（英語版）
- リヴィア・J・ウォッシュバーン
- ルース・ダドリー・エドワーズ（英語版）
- ジョン・エヴァンズ
- ミニョン・G・エバハート（英語版）
- スタンリイ・エリン
- アーロン・エルキンズ
- ジェイムズ・エルロイ
- バロネス・オルツィ （ハンガリー出身、イギリスで活躍、英語で執筆）

#### カ行
- ジョン・ディクスン・カー
- E・S・ガードナー
- H・R・F・キーティング
- アリス・キンバリー
- エラリー・クイーン
- スー・グラフトン
- グレアム・グリーン
- アガサ・クリスティ
- アリサ・クレイグ
- F・W・クロフツ
- M・M・ケイ（英語版）
- ハリイ・ケメルマン
- クレオ・コイル
- モリー・コクラン （東京生まれ、母は日本人）
- ポーラ・ゴズリング（英語版）
- ロバート・ゴダード
- ジョン・コナリー
- マイクル・コナリー
- ハーラン・コーベン
- パトリシア・コーンウェル
- ウィルキー・コリンズ

#### サ行
- リサ・シー（英語版）
- M・P・シール（英語版）
- P・D・ジェイムズ
- アンソニー・シェーファー
- ピーター・シェーファー
- ジョー・シャーロン （中国出身、アメリカで創作活動、英語で執筆）
- リンダ・O・ジョンストン
- ロジャー・スカーレット
- リチャード・スターク
- レックス・スタウト
- クリントン・H・スタッグ（英語版）
- ウィルバー・スミス
- マイケル・スレイド
- ヘンリイ・スレッサー
- ドロシー・L・セイヤーズ

#### タ行
- オーガスト・ダーレス
- ジョン・ダニング
- ローラ・ダラム
- G・K・チェスタートン
- ジル・チャーチル
- ローラ・チャイルズ
- レイモンド・チャンドラー
- ウィリアム・L・デアンドリア（英語版）
- ジョセフィン・テイ
- マレール・デイ
- カーター・ディクスン
- ジェフリー・ディーヴァー
- エイリス・ディロン（英語版）
- コリン・デクスター
- ピーター・テンプル（英語版）
- アーサー・コナン・ドイル
- ピーター・ドイル
- ロス・トーマス
- ジム・トンプスン

#### ナ行
- ジェイムズ・W・ニコル（英語版）
- ロナルド・ノックス

#### ハ行
- ロバート・バー
- ロバート・B・パーカー
- アントニイ・バークリー
- アンドリュー・パイパー
- パトリシア・ハイスミス
- スタンリー・ハイランド (Henry Stanley Hyland)
- ジェイムズ・パウエル（英語版）
- デズモンド・バグリィ
- ダシール・ハメット
- トマス・ハリス
- リチャード・ハル
- サラ・パレツキー
- スティーヴン・ハンター
- デイヴィッド・ピース（1994年より日本の東京在住）
- エリス・ピーターズ
- ジャック・ヒギンズ
- レジナルド・ヒル
- ロバート・ファン・ヒューリック （オランダ、英語で執筆）
- イーデン・フィルポッツ
- A・A・フェア
- ジャック・フットレル
- カーター・ブラウン
- ハワード・ブラウン
- フレドリック・ブラウン
- アラン・ブラッドリー
- トマス・フラナガン
- アーネスト・ブラマ
- アリアナ・フランクリン
- ディック・フランシス
- パミラ・ブランチ (Pamela Branch)
- オースティン・フリーマン
- ケン・ブルーウン
- ジョアン・フルーク
- レオ・ブルース
- デイル・フルタニ（英語版）（日系三世）
- ニコラス・ブレイク
- キャサリン・ホール・ペイジ
- ヘンリー・クリストファー・ベイリー
- C・C・ベニスン（英語版）
- アン・ペリー
- E・C・ベントリー
- フィリス・アヤメ・ホイットニー（出生地は日本の横浜）
- エドガー・アラン・ポー
- M・D・ポースト
- レナード・ホールトン
- エドワード・D・ホック
- ヴィクター・L・ホワイトチャーチ（英語版）

#### マ行
- ナイオ・マーシュ （ニュージーランド）
- ロス・マクドナルド
- エド・マクベイン
- シャーロット・マクラウド
- アリステア・マクリーン
- スジャータ・マッシー（英語版）
- シェイン・マローニー
- グラディス・ミッチェル
- マーガレット・ミラー
- A・A・ミルン
- A・E・W・メイソン（英語版）
- アーサー・モリスン

#### ヤ行
- ジェイムズ・ヤッフェ

#### ラ行
- クレイグ・ライス
- ピーター・ラヴゼイ
- ハーバート・リーバーマン
- ダイアン・ウェイ・リャン （中国出身、イギリスで創作活動、英語で執筆）
- ジョン・ル・カレ
- クレイトン・ロースン
- バーナビー・ロス
- E・C・R・ロラック（英語版）

#### ワ行
- パーシヴァル・ワイルド
- コリン・ワトスン（英語版）

### フランス語圏
ヨーロッパのフランス語圏の推理作家。特に示さない場合はフランスの推理作家。なお、「フランス語で執筆する推理作家」については「#アフリカ」も参照のこと。
（Category:フランスの推理作家（フランス語版Wikipedia）も参照）
- A.D.G.
- ポール・アルテ
- カトリーヌ・アルレー
- フレッド・ヴァルガス
- ジャン・ヴォートラン
- シャルル・エクスブライヤ
- ブリジット・オベール（英語版）
- フレッド・カサック
- エミール・ガボリオ
- ジャン＝クリストフ・グランジェ
- ピエール・シニアック
- ジョルジュ・シムノン （ベルギー）
- アルベール・シモナン
- アンドレア・H・ジャップ（フランス語版）
- セバスチアン・ジャプリゾ
- ダニエル・ジュフュレ (Daniel Zufferey)
- スタニスラス＝アンドレ・ステーマン （ベルギー）
- フレデリック・ダール（英語版）
- ディディエ・デナンクス（英語版）
- A・P・デュシャトー（英語版）（ベルギー）
- アラン・ドムーゾン（フランス語版）
- トーマ・ナルスジャック
- トラン・ニュット姉妹 （ベトナム出身、フランスで創作活動、フランス語で執筆）
- ダニエル・ピクリ
- セルジュ・ブリュソロ
- ダニエル・ペナック
- ブリス・ペルマン
- フォルチュネ・デュ・ボアゴベ
- ピエール・ボワロー
- ジャン＝パトリック・マンシェット
- ユベール・モンテイエ
- ミシェル・ルブラン
- モーリス・ルブラン
- ピエール・ルメートル
- ジャン＝フランソワ・ルメール
- ガストン・ルルー

### ドイツ語圏
ヨーロッパのドイツ語圏の推理作家。
ドイツ
（Category:ドイツの推理作家（英語版Wikipedia）も参照）
- ヤーコプ・アルユーニ
- ラルフ・イーザウ
- ペトラ・エルカー
- フレドゥン・キアンプール (Fredun Kianpour)（両親はペルシャ人とドイツ人、ドイツ在住、ドイツ語で執筆）
- ハンス・ヘルムート・キルスト
- フォルカー・クッチャー（ドイツ語版）
- エーリッヒ・ケストナー
- ハインツ・G・コンザリク
- フェルディナント・フォン・シーラッハ
- フランク・シェッツィング
- アンドレア・M・シェンケル
- アンネ・シャプレ
- クリストフ・シュピールベルク (Christoph Spielberg)
- ベルンハルト・シュリンク
- ベルント・ジュルツァー（ドイツ語版）
- レオニー・スヴァン
- ザビーネ・ティースラー
- ゾラン・ドヴェンカー（ドイツ語版）
- テア・ドルン
- ネレ・ノイハウス
- イングリート・ノル
- ワルター・ハーリヒ
- アストリット・パプロッタ
- ペトラ・ハメスファール
- ピーケ・ビーアマン（ドイツ語版）
- アキフ・ピリンチ（トルコ出身、ドイツで創作活動、ドイツ語で執筆）
- セバスチャン・フィツェック
- ピエール・フライ (Pierre Frei)
- ヴォルフラム・フライシュハウアー
- フレート・ブライナースドルファー（ドイツ語版）
- ペーター・ブレント (Peter Brendt)
- オリヴァー・ペチュ（ドイツ語版）
- ビルギット・ヘルシャー（ドイツ語版）
- ペトラ・ブッシュ（ドイツ語版）
- ホルスト・ボゼツキー
- ハンス・オットー・マイスナー（ドイツ語版）
- クリスティアーネ・マルティーニ (Christiane Martini)
- ベルンハルト・ヤウマン（ドイツ語版）
- シャルロッテ・リンク（ドイツ語版）
- パウル・ローゼンハイン（ドイツ語版）

オーストリア
- マルティン・アマンスハウザー（ドイツ語版）
- ロッテ・イングリッシュ（英語版）
- ペーター・R・ヴィーニンガー (Peter R. Wieninger)
- マルク・エルスベルグ (Marc Elsberg)
- アンドレアス・グルーバー
- バルドゥイン・グロルラー（ドイツ語版）
- ヨハネス・マリオ・ジンメル
- ヘルムート・ツェンカー（ドイツ語版）
- ヴォルフ・ハース
- バルバラ・ビューヒナー（ドイツ語版）
- エルンスト・ヒンターベルガー（英語版）
- クルト・ブラハルツ
- レオ・ペルッツ
- ユルゲン・ベンヴェヌーティ（ドイツ語版）

スイス
- フリードリヒ・グラウザー
- マルティン・ズーター
- フリードリヒ・デュレンマット

その他
- ノルベルト・ジャック（英語版）（ルクセンブルク）
- ヴァルター・ゼルナー（英語版）

### 西欧
上記以外の西ヨーロッパの推理作家（一部重複）
ドイツ
- ルビナ・ハイドゥク＝ベリコビッチ（ドイツ語版）（ドイツの少数言語である高地ソルブ語で執筆）

オランダ
（Category:オランダの推理作家（英語版Wikipedia）も参照）
- ヤンウィレム・ヴァン・デ・ウェテリンク （オランダ語、英語で執筆）
- ティム・クラベー （オランダ語で執筆）
- ロバート・ファン・ヒューリック （英語で執筆）

ベルギー
（Category:ベルギーの推理作家（フランス語版Wikipedia）も参照）
- ジョルジュ・シムノン （フランス語で執筆）
- スタニスラス＝アンドレ・ステーマン （フランス語で執筆）
- A・P・デュシャトー（英語版）（フランス語で執筆）
- バヴォ・ドーゲ（オランダ語版）（オランダ語で執筆）
- ジャン・レー （フランス語・オランダ語で執筆）

ルクセンブルク
- ノルベルト・ジャック（英語版）（ドイツ語で執筆）
- モニーク・フェルトゲン（ルクセンブルク語版）（ドイツ語で執筆）

### 北欧
北ヨーロッパの推理作家
アイスランド
（Category:アイスランドの推理作家（英語版Wikipedia）も参照）
- アーナルデュル・インドリダソン
- イルサ・シグルザルドッティル

スウェーデン
（Category:スウェーデンの推理作家（スウェーデン語版Wikipedia）も参照）
- カーリン・アルヴテーゲン
- ペール・ヴァールー
- シャスティン・エークマン（英語版）
- ヤーン・エクストレム（スウェーデン語版）
- シェル・エリクソン（英語版）
- ヤン・ギィユー
- ラーシュ・ケプレル
- マイ・シューヴァル
- アルネ・ダール
- ヨハン・テオリン
- ホーカン・ネッセル
- ベリエ・ヘルストレム
- リサ・マークルンド
- ヘニング・マンケル
- マリ・ユングステット（英語版）
- オーサ・ラーソン
- スティーグ・ラーソン
- ヨン・アイヴィデ・リンドクヴィスト
- アンデシュ・ルースルンド
- カミラ・レックバリ

デンマーク
（Category:デンマークの推理作家（デンマーク語版Wikipedia）も参照）
- ポウル・ウロム（デンマーク語版）
- ユッシ・エーズラ・オールスン
- ペーター・ホゥ
- アーナス・ボーデルセン
- パレ・ローゼンクランツ（デンマーク語版）

ノルウェー
（Category:ノルウェーの推理作家（ノルウェー語ブークモール版Wikipedia）、Category:ノルウェーの推理作家（ノルウェー語ニーノシュク版Wikipedia）も参照）
- トム・エーゲラン（英語版）
- ヒェル・オーラ・ダール（英語版）
- ジョー・ネスボ
- カリン・フォッスム
- ベルンハルト・ボルゲ（ノルウェー語版）
- アンネ・ホルト
- ユン・ミシェレット（英語版）

フィンランド
（Category:フィンランドの推理作家（フィンランド語版Wikipedia）も参照）
- ペンッティ・キルスティラ
- マウリ・サリオラ（フィンランド語版）
- レーナ・レヘトライネン
- ミカ・ワルタリ

### 南欧
南ヨーロッパの推理作家
イタリア
（Category:イタリアの推理作家（英語版Wikipedia）も参照）
- ウンベルト・エーコ
- アンドレア・カミッレーリ
- ジャンリーコ・ カロフィーリオ（英語版）
- ジュゼッペ・ジェンナ（イタリア語版）
- レオナルド・シャーシャ
- エンリコ・ソリト (Enrico Solito)
- エツィオ・デリコ（イタリア語版）
- ルドヴィコ・デンティーチェ
- マルチェロ・フォイス（イタリア語版）
- アレッサンドロ・ペリッシノット（イタリア語版）
- カルロ・ルカレッリ（英語版）

ギリシャ
- アンドニス・サマラキス
- ペトロス・マルカリス（ギリシア語版）

スペイン
特に示さない場合はスペイン語での執筆。なお、「スペイン語で執筆する推理作家」については「#中南米」も参照のこと。
（Category:スペインの推理作家（英語版Wikipedia）も参照）
- カルロス・ルイス・サフォン
- ホセ・カルロス・ソモーサ（英語版）
- パコ・イグナシオ・タイボ二世 （スペイン出身、メキシコで執筆活動）
- フリア・ナバーロ（スペイン語版）
- ガルシア・パボン（スペイン語版）
- ドミンゴ・ビジャール（ガリシア語版）（ガリシア語で執筆、スペイン語にも自ら翻訳）
- マヌエル・バスケス・モンタルバン
- アルトゥーロ・ペレス・レベルテ

### 中欧
中央ヨーロッパの推理作家
スロバキア
- ドゥシャン・タラゲル（スロバキア語版）
- ドミニク・ダン（スロバキア語版）
- ペテル・ピシュタネク（英語版）
- トーマス・ホルバト（スロバキア語版）
- ミハル・ホレツキ（英語版）
- ドゥシャン・ミタナ

チェコ
- パヴェル・コホウト
- ヨゼフ・シュクヴォレツキー（英語版）
- カレル・チャペック
- エゴン・ホストフスキー（英語版）

ハンガリー
- バロネス・オルツィ （ハンガリー出身、イギリスで活躍、英語で執筆）
- コンドル・ヴィルモス（ハンガリー語版）

ポーランド
（Category:ポーランドの推理作家（ポーランド語版Wikipedia）も参照）
- イェジィ・エディゲイ
- マレック・クライェフスキ（英語版）
- ヨアンナ・ケミレスカ
- ジョゼフ・コンラッド（ポーランド出身、イギリスで創作活動、英語で執筆）
- マチェイ・スウォムチンスキー（ペンネーム：ジョー・アレックス（Joe Alex））
- アンジェイ・スタシュク（英語版）

### 東欧・ロシア
東ヨーロッパおよびロシアの推理作家
クロアチア
- パワオ・パウリチッチ（英語版）
- ゴラン・トリブソン（英語版）

ブルガリア
- アンドレイ・グリャシキ

ルーマニア
（Category:ルーマニアの推理作家（英語版Wikipedia）も参照）
- ミハイル・サドヴャーヌ（英語版）

ロシア
（Category:ロシアの推理作家（英語版Wikipedia）も参照）
- ボリス・アクーニン
- ロマン・キム
- アレクセイ・コロビツィン
- レフ・シェイニン
- アレクサンドル・シクリャレフスキー
- マリエッタ・シャギニャン
- レオニード・スローヴィン
- ユリアン・セミョーノフ
- エドワード・トーポリ
- アレクセイ・ニコラエヴィッチ・トルストイ
- フリードリヒ・ニェズナンスキイ
- アナトーリィ・ベズーグロフ
- アレクサンドラ・マリーニナ
- ポリーナ・ダシコワ
- ビタリ・メレンチェフ
- ワイネル兄弟 （アルカージイ・ワイネルとゲオールギイ・ワイネル）

### バルト三国
バルト三国の推理作家
エストニア
（エストニアの推理作家（エストニア語版Wikipedia）を参照）
リトアニア
（リトアニアの推理作家（リトアニア語版Wikipedia）を参照）

## 中南米
以下、特に示さない場合はスペイン語での執筆

### 中米
中央アメリカの推理作家
- パコ・イグナシオ・タイボ二世 （スペイン出身、メキシコで執筆活動）
- ミゲル・バティスタ （ドミニカ共和国）

キューバ
- ダニエル・チャヴァリア
- レオナルド・パドゥーラ
- ホセ・ラトゥール （英語でも執筆）
- ベゴーニャ・ロペス

### 南米
南アメリカの推理作家
- ロベルト・アンプエロ（英語版）（チリ）
- イベア・コンテリース (Hiber Conteris) （ウルグアイ）
- ルーベン・フォンセカ（英語版）（ブラジル）（ポルトガル語）
- レアンドロ・ミュラー（英語版）（ブラジル）（ポルトガル語）

アルゼンチン
- ラウル・アルジェミ（英語版）
- パブロ・デ・サンティス
- マルコ・デネービ（英語版）
- クラウディア・ピニェイロ（スペイン語版）
- マヌエル・ペイロウ（英語版）
- ギジェルモ・マルティネス

## アフリカ

### 北アフリカ
北アフリカの推理作家
- キャマル・ウマレク (Kamal Oumalek) （アルジェリア）（フランス語）
- ヤスミナ・カドラ （アルジェリア）（フランス語）
- ドリス・チュライビ（英語版）（モロッコ）（フランス語）
- アブデリラ・ハムドウチ (Abdelilah Hamdouchi) （モロッコ）（アラビア語）

### 西アフリカ
西アフリカの推理作家
- アディムチンマ・イベ (Adimchinma Ibe) （ナイジェリア）（英語）
- ムサ・コナテ（マリ共和国）（フランス語）
- タフシール・ンディケ・ディエイエ（フランス語版）（セネガル）（フランス語）

### 中部アフリカ
中部アフリカの推理作家
- ジャニス・オチエミ (Janis Otsiemi) （ガボン）（フランス語）

### 南部アフリカ
南部アフリカの推理作家
- ウェッセル・エバーソーン（スウェーデン語版）（南アフリカ共和国）（英語）
- リヒャルト・クンツマン（英語版）（南アフリカ共和国）（英語）
- サム・コール (Sam Cole) （マイク・ニコル(Mike Nicol)とジョアンヌ・ヒチェンズ(Joanne Hichens)） （南アフリカ共和国）（英語）
- ロジャー・スミス (Roger Smith) （南アフリカ共和国）（英語）
- デオン・マイヤー（南アフリカ共和国）（アフリカーンス語）

## 推理作家団体
日本国内、及び世界各地の推理作家団体の一覧

### 国際的な団体
- 国際推理作家協会
  - ドイツ語圏支部：シンジケート（Syndikat（de））
  - 北欧支部：スカンジナヴィア推理作家協会（Skandinaviska Kriminalsällskapet（no））

### 日本の団体
- 日本推理作家協会
- 本格ミステリ作家クラブ

### アジアの団体
- 韓国推理作家協会
- 台湾推理作家協会
- 北京探偵推理文芸協会（北京侦探推理文艺协会）

### 欧米・オセアニアの団体
英語圏
- ディテクションクラブ （イギリス）（The Detection Club）
- 英国推理作家協会（CWA, The Crime Writers' Association）
- アメリカ探偵作家クラブ（MWA, Mystery Writers of America）
- アメリカ私立探偵作家クラブ（PWA, Private Eye Writers of America）
- カナダ推理作家協会（CWC, Crime Writers of Canada）
- オーストラリア推理作家協会（CWAA, the Crime Writers Association of Australia）

北欧
- スウェーデン推理作家アカデミー（Svenska Deckarakademin, Swedish Crime Writers' Academy（en））
- デンマーク推理作家アカデミー （no:Det danske Kriminalakademi）
- リバートンクラブ （ノルウェー） （no:Rivertonklubben）
- フィンランド・ミステリ協会 （fi:Suomen dekkariseura）
- アイスランド推理作家協会 （Hið íslenska glæpafélag）